# Ordre des Sylvestrins
Ne doit pas être confondu avec Ordre de Saint-Sylvestre.
 (juillet 2019).
Si vous disposez d'ouvrages ou d'articles de référence ou si vous connaissez des sites web de qualité traitant du thème abordé ici, merci de compléter l'article en donnant les références utiles à sa vérifiabilité et en les liant à la section « Notes et références ».
L’ordre des Sylvestrins (en latin : Congregatio Silvestrina Ordinis Sancti Benedicti) est un ordre monastique masculin de droit pontifical membre de la confédération bénédictine.

## Historique

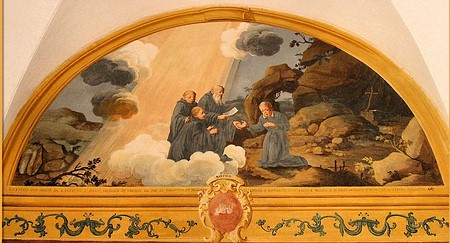
Sylvestre Guzzolini à l'entrée de sa grotte. Fresque à l'ermitage de Grottafucile.

En 1227, Sylvestre Guzzolini décide de se consacrer à la contemplation alors qu'il a déjà 50 ans, et s'installe dans une grotte ; bientôt des disciples le rejoignent, il construit un ermitage sur la montagne de Montefano à Fabriano et adopte la règle de saint Benoît. L'institut est approuvé le 22 juin 1247 par le pape Innocent IV. À la mort de Sylvestre en 1267, il y a onze monastères de sylvestrins. 
Comme toutes les communautés religieuses en Europe, les sylvestrins souffrent tout au long du XIXe siècle des bouleversements politiques (armée révolutionnaire française, risorgimento). En 1907, il n'y a que neuf couvents sylvestrins, le principal étant le monastère Saint-Étienne de Rome fondé en 1563 pour servir de maison-mère. La communauté possède environ 60 moines de chœur à l'époque. En 2010, il n'y a que trois monastères actifs en Italie.
Pendant la majeure partie de son histoire, les créations de monastères se limitent à l'Italie. Leur première fondation hors de l'Europe est la mission de Ceylan qui commence en 1845, les Sylvestrins fournissent beaucoup de membres du clergé pour ce diocèse missionnaire au XXe siècle. En 1910, à la requête de Jean Baptiste Miège, S.J (1815 - 1884) vicaire apostolique de Leavenworth (maintenant diocèse du Kansas), deux moines arrivent à Atchison (Kansas, États-Unis) pour les besoins spirituels des nombreux travailleurs de l'industrie du charbon et fondent le Benedictine College qui existe toujours. Ils sont ensuite accueillis en 1928 dans l'archidiocèse de Détroit où ils construisent leur premier monastère aux États-Unis en 1938 et possèdent une maison à Clifton dans le New Jersey, qui est un lieu de pèlerinage à la Sainte Face de Jésus, une dévotion liée à la congrégation. Les moines sylvestrins ont fonctionné comme institut complètement autonome pendant la majeure partie de leur histoire jusqu'à ce qu'ils rejoignent la confédération bénédictine au milieu du XXe siècle.

## Activités et diffusion
Comme tout Bénédictins, les Sylvestrins ont une vocation monastique avec des temps de silence et de prière mais ils se vouent aussi aux soins des paroisses et à l'apostolat missionnaire.
Ils sont présents en :
- Europe : Italie.
- Amérique : États-Unis.
- Asie : Inde, Philippines, Sri lanka.
- Afrique : République démocratique du Congo.
- Océanie : Australie.

En 2013, l'institut comptait 203 membres dont 140 prêtres.

## Source
- (en) Cet article est partiellement ou en totalité issu de l’article de Wikipédia en anglais intitulé « Sylvestrines » (voir la liste des auteurs).